# Beaumont-Hamel (Newfoundland) Memorial
Beaumont-Hamel (Newfoundland) Memorial is een monument en herdenkingssite voor de slachtoffers uit het Dominion Newfoundland, gevallen tijdens de Eerste Wereldoorlog. Het is gelegen bij de Franse gemeente Beaumont-Hamel in het departement Somme. De site ligt ten zuiden van het centrum van Beaumont, deels op het grondgebied van buurgemeente Auchonvillers.
De site wordt onderhouden door het Canadese Department of Veterans Affairs. Het is samen met het Canadian National Vimy Memorial een van de twee Canadese National Historic Sites buiten Canada.

## Site

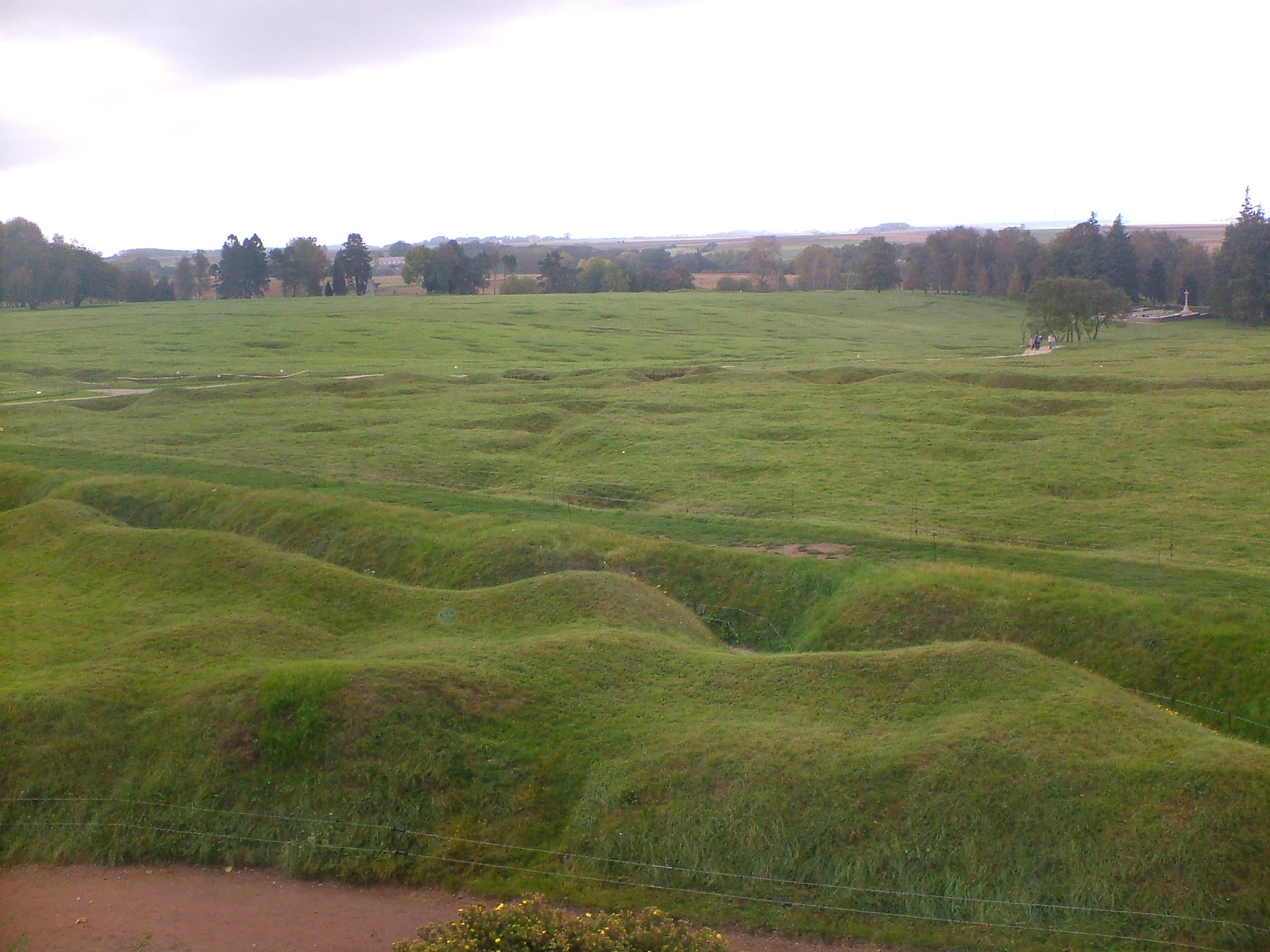
Bewaard oorlogslandschap

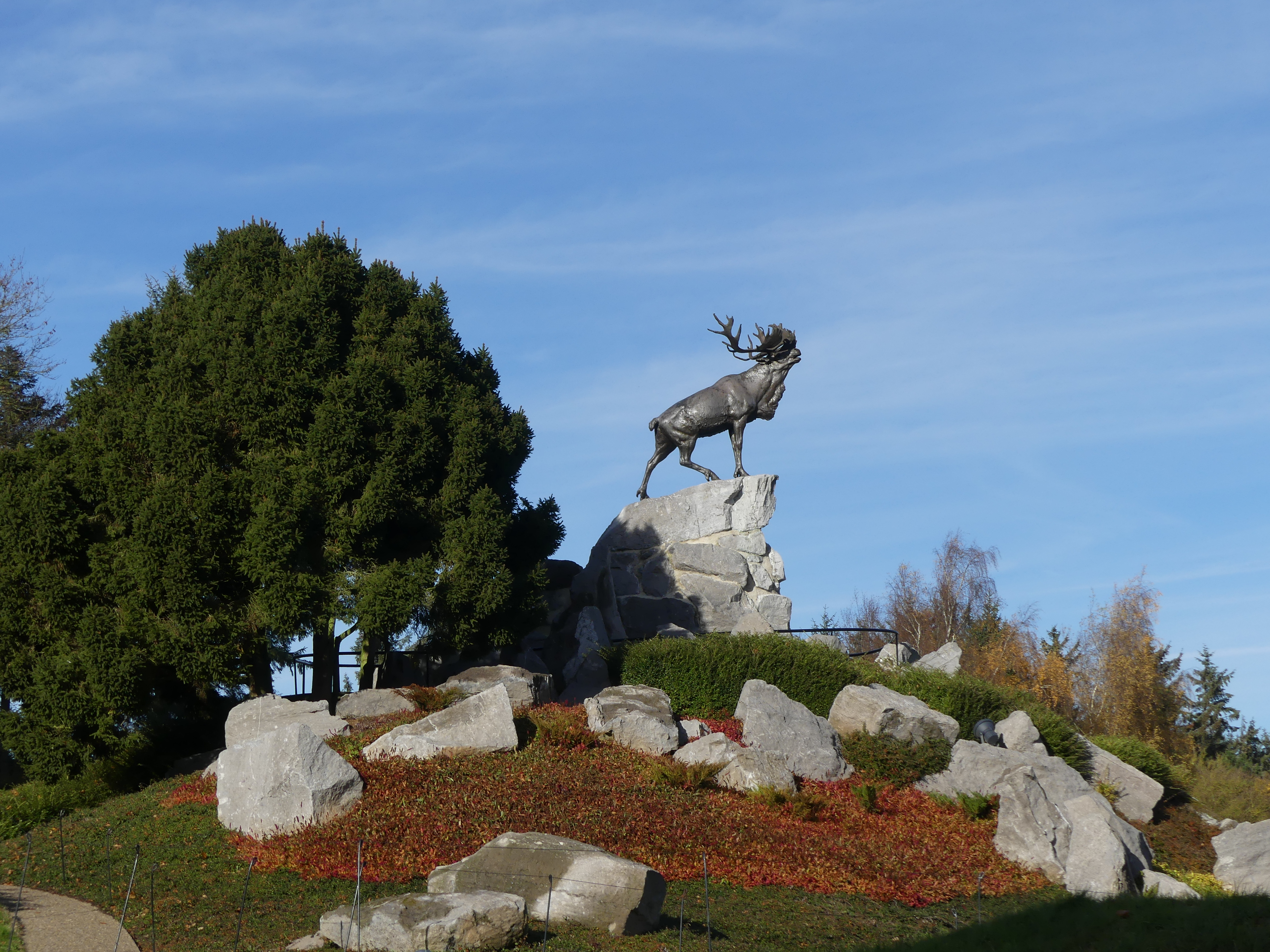
Kariboebeeld

De herdenkingssite bevat een bewaard slagveld uit de Eerste Wereldoorlog en een bezoekerscentrum. Het terrein is zo'n 300.000 m² groot.
Het Newfoundland Regiment Memorial toont een bronzen kariboe, het symbool van Newfoundland, en herdenkt 820 slachtoffers zonder eigen graf. Het is een van de vijf gelijkaardige monumenten voor Newfoundland in Frankrijk en België. Het beeld staat op een ongeveer 15 meter hoge heuvel, die wordt omgeven door inheemse planten van Newfoundland. Aan de voet bevinden zich drie bronzen panelen met de namen van de vermisten. De kariboebeelden zijn het ontwerp van de Britse beeldhouwer Basil Gotto. Het landschap werd ontworpen door Rudolph Cochius.
Nabij de ingang van de site staat het 29th Division Memorial, ter herinnering aan de 29th Division waartoe het Newfoundland Regiment behoorde. Het 51st (Highland) Division Monument kijkt uit op Y Ravine en werd opgericht ter ere van de 51st (Highland) Division. Het werd onthuld op 28 september 1924 door maarschalk Ferdinand Foch.
Op de site bevinden zich ook drie begraafplaatsen van de Commonwealth War Graves Commission, namelijk Hawthorn Ridge Cemetery No.2, Y Ravine Cemetery en de massabegraafplaats Hunter's Cemetery. Het monument is in de CWGC-registers opgenomen als Beaumont-Hamel (Newfoundland) Memorial.

## Achtergrond
Tijdens de Eerste Wereldoorlog was Newfoundland nog een Dominion van het Britse Rijk en behoorde het nog niet tot Canada. Bij het uitbreken van de oorlog rekruteerde het bestuur van Newfoundland een strijdmacht voor het Brits leger en kon een heel regiment worden gevormd. Na te zijn ingezet bij de Slag om Gallipoli werd het Royal Newfoundland Regiment in maart 1916 naar het Westfront overgeplaatst.
Daar werd het regiment, bij de 29th British Division, ingezet in de voorbereiden van de Slag aan de Somme en in april 1916 gingen ze naar het front nabij Beaumont-Hamel. Op 1 juli 1916 zette de Britse divisie, met daarin heel wat ervaren infanteriebrigades, de aanval in. De aanval van enkele Britse brigades bleef echter al gauw steken. Om 8.45 uur kregen ook het Newfoundland Regiment en het 1st Battalion van het Essex Regiment de opdracht op te trekken. Het Newfoundland Regiment kon echter niet oprukken door de loopgraven omdat deze werden geblokkeerd door gesneuvelden en gewonden, en zij onder vuur werden genomen. Daarom besliste men om in formatie aan te vallen, over het slagveld. Zij waren zo de enige Britse troepen die oprukten en waren goed zichtbaar voor de Duitsers. Binnen de eerste 15 tot 20 minuten na het verlaten van de loopgraven leed men dan ook zware verliezen. Van de 780 manschappen in de aanval bleven er slechts 110 ongedeerd, en slechts 68 manschappen konden de volgende dag weer ingezet worden. 90% van het regiment was gesneuveld.
Na juli 1916 woedde de Slag aan de Somme vooral ten zuiden van Beaumont-Hamel verder. Op het eind van de slag, half november 1916, was Beaumont-Hamel nog even het toneel van het begin van de Slag bij de Ancre, waarbij de Britten het gebied innamen. De omgeving lag nu achter het front en deed de volgende periode vooral dienst als kampplaats. Toen de Duitsers zich in maart 1917 terugtrokken achter de Hindenburglinie, kwam Beaumont-Hamel op zo'n 30 km van het front te liggen. Bij het Duitse Lenteoffensief rukten de Duitsers in maart 1918 weer op naar hier, tot het gebied in augustus definitief werd bevrijd.

## Geschiedenis
Newfoundland kocht in 1921 het terrein van het voormalig slagveld aan. Veel inspanning werden geleverd door Lieutenant Colonel Tom Nangle, de voormalige katholieke aalmoezenier van het regiment. Hij was Director of Graves Registration and Enquiry en de vertegenwoordiger van Newfoundland bij de Imperial War Graves Commission en onderhandelde met zo'n 250 Franse grondbezitters over de aankoop van de gronden. De herdenkingssite met verschillende monumenten werd in de loop van 1924 en 1925 ingericht. Op 7 juni 1925 werd de site officieel ingehuldigd door veldmaarschalk Douglas Haig.
Sinds in 1949 Newfoundland in confederatie trad met Canada, staat de Canadese Department of Veterans Affairs in voor het het beheer van de site. Op 10 april 1997 werd de site erkend als een van de National Historic Sites of Canada, door toenmalig minister van Canadees erfgoed, Sheila Copps.